# Conxita Mir Curcó
Conxita Mir Curcó   (Torregrossa, 25 de juny de 1952) és una doctora en història per la Universitat Autònoma de Barcelona, catedràtica d'història contemporània a la Universitat de Lleida, on ha estat vicerectora, i membre numerària de l'Institut d'Estudis Catalans. Ha estat docent a la Universitat de Barcelona i a l'Institut Catòlic d'Estudis Socials de Barcelona.

## Trajectòria
Bona part de la seva recerca s'ha centrat en l'estudi de les dinàmiques electorals en el període de la Restauració borbònica. Participà en l'obra col·lectiva Les eleccions generals a Catalunya de 1901 a 1923 (1982), i aprofundí aquesta temàtica amb Lleida (1890-1936). Caciquisme polític i lluita electoral (1985). També edità Actituds polítiques i control social a la Catalunya de la Restauració (1875-1923) (1989). Després obrí una línia de recerca sobre la repressió franquista al món rural català, fruit de la qual són les obres Repressió econòmica i franquisme. L'actuació del tribunal de responsabilitats polítiques a la província de Lleida (1997) i Vivir es sobrevivir. Justicia, orden y marginación en la Cataluña rural de posguerra (2000). En els darrers anys ha continuat la seva recerca en l'anàlisi de la violència i la repressió durant l'època franquista col·laborant en l'organització de diversos seminaris i congressos. Ha publicatViolència i repressió a Catalunya durant el franquisme: balanç historiogràfic i perspectives (2001), i amb Julián Casanova com a coordinador, Morir, matar. Sobrevivir. La violencia en la dictadura de Franco (2002).
També ha escrit el llibre Diccionari biogràfic de les terres de Lleida (2010) juntament amb Antonieta Jarne, Joan Sagués i Enric Vicedo, el qual presenta més de 1.500 semblances dels polítics, professionals liberals, creadors, emprenedors, empreses, institucions i col·lectius més significants de Ponent del segle xx.
Al desembre de 2009, la Generalitat de Catalunya li atorgà un dels premis Narcís Monturiol, reconeixent la seua tasca docent i les seues investigacions centrades en la història política i social, en els àmbits de la sociologia electoral històrica, la violència repressiva i la memòria històrica.